# Degenbach (Jagst)
Der Degenbach ist ein 7,5 km langer Bach auf dem Gebiet der Stadt Crailsheim im Landkreis Schwäbisch Hall im nordöstlichen Baden-Württemberg.
Nach südwestlichem Lauf mündet er beim Wohnplatz Burgberg des Stadtteils Jagstheim von rechts in die obere Jagst.

## Geographie

### Verlauf
Der Degenbach entsteht auf etwa 525 m ü. NN beim Steigenkopf der Landesstraße 2218 von Crailsheim-Westgartshausen nach Kreßberg-Neuhaus hinauf weniger als einen halben Kilometer westlich des kleinen Höhenweilers am Südrand der begleitenden Straßenlichtung. Der junge Bach läuft in der Schleißklinge im Hangwald zunächst fast westlich und dreht nach etwa einem halben Kilometer am Waldaustritt auf etwa 480 m ü. NN auf Südwestkurs, den er forthin mehr oder weniger beibehält.
Der vor allem von Wiesen eingenommene Talgrund ist recht flach, linker Hand grenzt er an den Fuß der zumeist bewaldeten Sandsteinkeuperstufe, zur rechten an einen niedrigeren Hügelzug, der zumeist waldfrei ist. Gut einen Kilometer unterhalb des Ursprungs liegt der Westgartshausener Weiler Ofenbach am Hang, welchem gegenüber der erste Zufluss Greitbuschgraben vom Rand der linken Hochebene mündet. Wenig darauf berührt der Bach kurz den linken Waldhangfuß, danach begleitet eine Baumgalerie den zuvor kahlen Lauf, der im Gewann Preußelsee am Rest eines alten Seedamms vorbeifließt.
Nun tritt rechts die Verbindungsstraße von Ofenbach her an den Bach, die weiter abwärts gegenüber Lohr in die talquerende K 2645 mündet. An der Brücke der Kreisstraße zum nahe am Lauf liegenden Weiler fließt der Bach auf etwa 440 m ü. NN, über diesem liegen auf einem Bergsporn die Reste der Burg Lohr im Wald auf etwas über 490 m ü. NN.
Danach ist der Talboden wieder frei von öffentlichen Straßen. Wo der Bach sich erneut dem linken Waldhangfuß nunmehr des Pfannenbergs (496,2 m ü. NN) nähert, fließt vom Westgartshausener Weiler Schüttberg am Steigenkopf der genannten Kreisstraße her von links der mit 1,8 km längste Zufluss zu, das Schüttberger Bächle, kurz nachdem es am linken Talrand noch zwei Fischteiche durchlaufen hat.
Kurz darauf tritt der Degenbach auf die Jagstheimer Stadtteilgemarkung über, nimmt vom nahen Pfannenberg her noch ein paar Gerinne auf und passiert dann den Weiler Alexandersreut rechts nahe am Lauf, eine auffällig planförmige ansbachische Ortsanlage vom Ende des 18. Jahrhunderts. An der Brücke der hier das Tal querende K 2643 von Crailsheim nach Stimpfach-Weipertshofen setzt die Baumgalerie längs des Gewässers aus. Über einen halben Kilometer weiter fließt der Bach auf etwa 417 m ü. NN in den 6,2 ha großen Degenbachsee ein, ein sommers auch als Badesee genutztes, sichelförmiges Rückhaltebecken, das sich mit seiner Außenseite an den Waldhang des Pfannenbergs schmiegt. Auf diesem liegen über dem See-Einlauf in einer Höhe von etwa 485 m ü. NN im Wald die Reste der Pfannenburg auf einem kleinen Höhensporn.
Nach dem Seedamm, über den eine Straße nach dem Weiler Eichelberg läuft, der etwas abwärts auf dem schon niedrigeren linken Talsporn steht, fließt der Degenbach auf etwa 413 m ü. NN wieder in offenem Bachbett. Auf seinem nun noch etwa anderthalb Kilometer langen Restlauf zeigt der wieder galeriebegleitete Bach erstmals kleine Mäander. Nach dem Austritt in die Jagst-Flussaue quert der Bach etwa hundertfünfzig Meter vom Südrand der Jagstheimer Siedlung Burgberg entfernt den flussbegleitenden Augraben und mündet ebenso viel weiter auf 405,7 m ü. NN in zuletzt fast schon westlicher Richtung von rechts in die obere Jagst.
Der 7,5 km lange Degenbach mit einem mittleren Sohlgefälle von etwa 16 ‰ mündet etwa 119 Höhenmeter unterhalb seines Ursprungs.

### Einzugsgebiet
Der Degenbach hat ein Einzugsgebiet von 9,4 km² Größe, das Teil des Unterraums Crailsheimer Hardt (im engeren Sinne) im Naturraum Frankenhöhe ist. Es liegt bis auf unbedeutende Randschnipsel ganz im Stadtgebiet von Crailsheim, mit dem oberen Teil in der Stadtteilgemarkung von Westgartshausen und mit dem unteren in der von Jagstheim. Es erstreckt sich vom höchsten Punkt auf 541,9 m ü. NN im Westgartshausener Pfarrholz ganz im Nordosten etwa 6,7 km weit nach Südwesten bis zur Mündung bei Burgberg; quer dazu ist es allenfalls etwas über 2 km breit. Der größere Teil von ihm ist eine offene Wiesenlandschaft mit vereinzelten Wacholderheiden am niedrigeren rechten Hang; über der Quelle sowie am Hang zur höheren linken Randhöhe steht dagegen viel Wald.
Die nur etwa einen Kilometer lange nordöstliche Wasserscheide zwischen dem höchsten Punkt im Pfarrholz und dem Wasserturm bei Neuhaus, die unscheinbar im Wald der Hochebene verläuft, ist gleichwohl hydrologisch der bedeutendste Abschnitt, denn sie ist ein Teil der Europäischen Hauptwasserscheide zwischen Rhein dies- und Donau jenseits. Einen halben Kilometer nördlich des Degenbach-Ursprungs liegt hier nämlich die Quelle des Brühlbachs, der über den Mühlbach und die Zwergwörnitz in den Donauzufluss Wörnitz entwässert. Jenseits der südöstlichen Langseite nimmt der etwas einzugsgebietsreichere und höhere Jagst-Zufluss Reiglersbach, der ebenfalls nahe an Neuhaus entsteht, meist indirekt den Abfluss der anderen Kammseite auf. Konkurrenten an der nordöstlichen Seite von der Mündung an aufwärts sind nacheinander ein kleiner Jagstzufluss an der Wiesmühle, der an der Südgrenze des Stadtteils Ingersheim mündende Weidenbach sowie zuoberst der Hammerbach durch Westgartshausen, dessen Abfluss den Fluss erst über den Trutenbach am Südrand der Crailsheimer Altstadt erreicht.
Der Wiesenlauf des Degenbachs bis zum heutigen Degenbachsee ist offenbar begradigt, denn Karten aus dem 19. Jahrhundert zeigen auch oberhalb gut erkennbare kleine Schlingen.

### Zuflüsse und Seen
Liste der Zuflüsse und  Seen von der Quelle zur Mündung. Gewässerlänge, Seefläche, Einzugsgebiet und Höhe nach den entsprechenden Layern auf der Onlinekarte der LUBW. Andere Quellen für die Angaben sind vermerkt.
Ursprung des Degenbachs auf etwa 525 m ü. NN 0,4 km westlich von Kreßberg-Neuhaus am Südrand der Straßenlichtung der L 2218.
- Greutbuschgraben, von links und Osten auf etwa 465 m ü. NN gegenüber Ofenbach, 0,6 km und 0,3 km². Entsteht auf etwa 410 m ü. NN am oberen Rand des Klingenwaldes Greutbusch ca. 0,4 km nordwestlich von Wegses. Auf den ersten ca. 0,3 km im Wald Zufluss von teils unbeständigen Hangquellen ähnliche oder geringerer Länge und Quellhöhe wie der jeweilige Oberlauf des Greutbuschgrabens.
- Passiert Reste eines alten Stauseedamms im Gewann Preußelsee ca. 0,5 km südlich von Ofenbach.
- (Entwässerung der Hofwiesen), von links und Nordosten auf etwa 440 m ü. NN vor der Brücke der K 2645 bei Lohr, ca. 0,2 km[LUBW 7] und ca. 0,3 km². Entsteht auf etwa 445 m ü. NN bei einem Einzelbaum an einem Feldweg. Nur anfangs und zuletzt offener Graben.
- (Graben vom Wolfsberg her), von rechts und Nordwesten auf etwa 432 m ü. NN ca. 0,7 km westsüdwestlich von Lohr, ca. 0,6 km[LUBW 7] und ca. 0,5 km². Entsteht auf etwa 440 m ü. NN an der Ostspitze des Wäldchens Finsteres Greut. Nur auf kurzem Stück verdolt.
- Schüttberger Bächle, von links und Osten auf etwa 430 m ü. NN weniger als 200 Meter nach dem vorigen, 1,8 km und ca. 0,7 km². Entsteht auf etwa 495 m ü. NN bei den westlichsten Häusern von Schüttberg.
  -  Durchfließt auf etwa 440 m ü. NN zwei Fischteiche am Rande des Pfannenberg-Waldes, 0,2 ha.
- (Rinnsal vom Pfannenberg), von links und Südosten auf etwa 424 m ü. NN[LUBW 2] kurz vor Alexandersreut, bis zu 0,7 km[LUBW 7] und ca. 0,2 km². Entsteht in drei Quellarmen auf bis zu 465 m ü. NN wenig unterm talparallelen Kamm des Pfannenbergs (bis zu 496,2 m ü. NN[LUBW 2]). Unbeständig.
- (Rinnsal vom Pfannenberg), von links und Südosten auf etwa 421 m ü. NN gegenüber Alexandersreut, bis zu 0,3 km[LUBW 7] und ca. 0,1 km². Entsteht auf etwa 433 m ü. NN am Pfannenberg-Unterhang. Unbeständig.
- (Graben von der Schafhalde), von rechts und Norden auf etwa 420 m ü. NN vermutlich kurz vor der Brücke der K 2643 durch Alexandersreut, ca. 1,0 km[LUBW 7] und ca. 0,6 km². Unbeständig.
  -  Entfließt auf etwa 440 m ü. NN einem verlandenden Teich am Südabfall der Schafhalde, unter 0,1 ha.
- Durchfließt auf etwa 417 m ü. NN den Degenbachsee oberhalb des Jagstheimer Wohnplatzes Burgberg, 6,2 ha.
- Überquert in der flachen Flussaue den Augraben neben der Jagst gut hundert Meter vor der Mündung.

Mündung des Degenbachs auf 405,7 m ü. NN von rechts und Nordosten in die obere Jagst, ca. 0,2 km vor dem Südrand der Jagstheimer Neubausiedlung Burgberg. Der Bach ist 7,5 km lang und hat ein Einzugsgebiet von 9,4 km².

### Ortschaften
Am Lauf liegen die folgenden, in tiefster Schachtelungsstufe nacheinander unterhalb ihrer politischen Zugehörigkeiten genannten Siedlungsanrainer:
- Landkreis Schwäbisch Hall
  - Stadt Crailsheim
    - Ortsteil Westgartshausen
      - Ofenbach (Weiler, rechts in wenig Abstand und etwas erhöhnt)
      - Lohr (Weiler, links in wenig Abstand)

    - Ortsteil Jagstheim
      - Alexandersreut (Weiler, rechts in wenig Abstand)
      - Eichelberg (Weiler, links auf dem linken Talsporn zur Jagst)
      - Burgberg (Wohnplatz und Nachkriegssiedlung, rechts in der Aue und den rechten Talsporn hinauf)

Daneben liegt im Einzugsgebiet noch etwas weniger als die Hälfte des Westgartshausener Weilers Schüttberg auf der Wasserscheide zum Reiglersbach-Zufluss im Quellbereich des dort entstehenden Schüttberger Bächles. Der kleine Weiler Neuhof des Ortsteils Waldtann der Nachbargemeinde Kreßberg liegt dicht außerhalb am östlichsten Punkt der Wasserscheide.

## Geologie
Geologisch stehen im Quellbereich und auf den durchweg höheren linken Bergrücken vor dem benachbarten Reiglersbach-Tal Sandsteinstufen des höheren Mittelkeupers an, Kieselsandstein (Hassberge-Formation) oder sogar Stubensandstein (Löwenstein-Formation). Der diesen Höhenzug teilende Nebentaleinschnitt des zulaufenden Schüttberger Bächles im Schilfsandstein (Stuttgart-Formation) folgt ungefähr einer Störungslinie quer zum Tal, abwärts von welcher dann der Pfannenberg wieder höher in den oberen Mittelkeuper ragt. Der fast durchweg niedrigere Hügelrücken rechts des Tales reicht dagegen allenfalls bis in den Schilfsandstein, zuletzt als nur kleine Schichtinsel auf dem namengebenden Berg der Siedlung Burgberg von Jagstheim.
Der Bach selbst läuft schon vor Ofenbach im Gipskeuper (Grabfeld-Formation), auf dessen Höhe er im breiten Sedimentband längs der Jagst auch mündet, weshalb auch auf dem größeren Teil des Einzugsgebietes Gipskeuper ansteht. Das unterste Tal ist eingerahmt von zwei Störungen, vermutlich die äußersten Ausläufer der langgestreckten Senkungszone Neckar-Jagst-Furche.
Der stumpfe Mündungswinkel des Tals zur heutigen Jagst-Fließrichtung, den man auch bei anderen benachbarten größeren Zuflüssen von ihr in der Umgebung findet, spricht für eine Talbildung schon in der Zeit, als die Jagst hier noch in Gegenrichtung südwärts und über die Urbrenz in Richtung Donau entwässerte.

### LUBW
Amtliche Online-Gewässerkarte mit passendem Ausschnitt und den hier benutzten Layern: Lauf und Einzugsgebiet des Degenbachs

Allgemeiner Einstieg ohne Voreinstellungen und Layer: Daten- und Kartendienst der Landesanstalt für Umwelt Baden-Württemberg (LUBW) (Hinweise)
1. 1 2  Höhe nach dem Höhenlinienbild auf dem Hintergrundlayer Topographische Karte.
2. 1 2 3 4 5  Höhe nach schwarzer Beschriftung auf dem Hintergrundlayer Topographische Karte.
3. 1 2  Länge nach dem Layer Gewässernetz (AWGN).
4. 1 2  Einzugsgebiet nach dem Layer Basiseinzugsgebiet (AWGN).
5. ↑  Seefläche nach dem Layer Stehende Gewässer.
6. ↑  Einzugsgebiet abgemessen auf dem Hintergrundlayer Topographische Karte.
7. 1 2 3 4 5  Länge abgemessen auf dem Hintergrundlayer Topographische Karte.

### Andere Belege
1. ↑  Wolf-Dieter Sick: Geographische Landesaufnahme: Die naturräumlichen Einheiten auf Blatt 162 Rothenburg o. d. Tauber. Bundesanstalt für Landeskunde, Bad Godesberg 1962. → Online-Karte (PDF; 4,7 MB)
2. ↑  Siehe etwa das Blatt Ellwangen (PDF, 5,8 MiB) des Topographischen Atlasses des Königreichs Württemberg von 1838.
3. ↑  Geologie grob nach: Mapserver des Landesamtes für Geologie, Rohstoffe und Bergbau (LGRB) (Hinweise)